# Francisco Antonino Vidal
Francisco Antonino Vidal (ur. 1827 w San Carlos, zm. 1889) – urugwajski polityk, senator i dwukrotny prezydent Urugwaju.

## Początki działalności politycznej
Od początku związany był Partią Colorado. W 1865 przez krótki czas pełnił funkcję ministra, zaś od 1879 był członkiem senatu. 

## Prezydent Urugwaju
W 1881 objął urząd prezydenta Urugwaju, jednak rok później ustąpił z tej funkcji, zaś jego miejsce zajął Máximo Santos. Po raz drugi Vidal został prezydentem w marcu 1886, jednak już po kilku miesiącach pełnienia tej funkcji, w maju tego samego roku ustąpił z urzędu.